# Boisjean
Boisjean (Aussprache [bwaˈʒɑ̃]) ist eine französische Gemeinde mit 513 Einwohnern (Stand: 1. Januar 2022) im Département Pas-de-Calais in der Region Hauts-de-France (vor 2016: Nord-Pas-de-Calais). Sie gehört zum Arrondissement Montreuil und zum Gemeindeverband Communauté de communes des 7 Vallées. Die Einwohner werden Boisjeannois und Boisjeannoises genannt.

## Geografie
Die Gemeinde Boisjean liegt etwa sieben Kilometer südlich von Montreuil-sur-Mer und 14 Kilometer östlich der Ärmelkanal-Küstenstadt Berck. Nachbargemeinden von Boisjean sind Écuires im Norden, Beaumerie-Saint-Martin, Brimeux und Campagne-lès-Hesdin im Nordosten, Buire-le-Sec im Osten, Maintenay im Südosten, Roussent im Süden, Lépine im Südwesten sowie Wailly-Beaucamp im Westen. Durch den Norden von Boisjean führt die autobahnartig ausgebaute Fernstraße D 939.

## Bevölkerungsentwicklung
| Jahr                       | 1962 | 1968 | 1975 | 1982 | 1990 | 1999 | 2006 | 2013 | 2022 |
| Einwohner                  | 387  | 382  | 372  | 375  | 426  | 437  | 437  | 513  | 513  |
| Quellen: Cassini und INSEE |      |      |      |      |      |      |      |      |      |

## Sehenswürdigkeiten
- Kirche Notre-Dame-de-la- (Mariä Geburt)

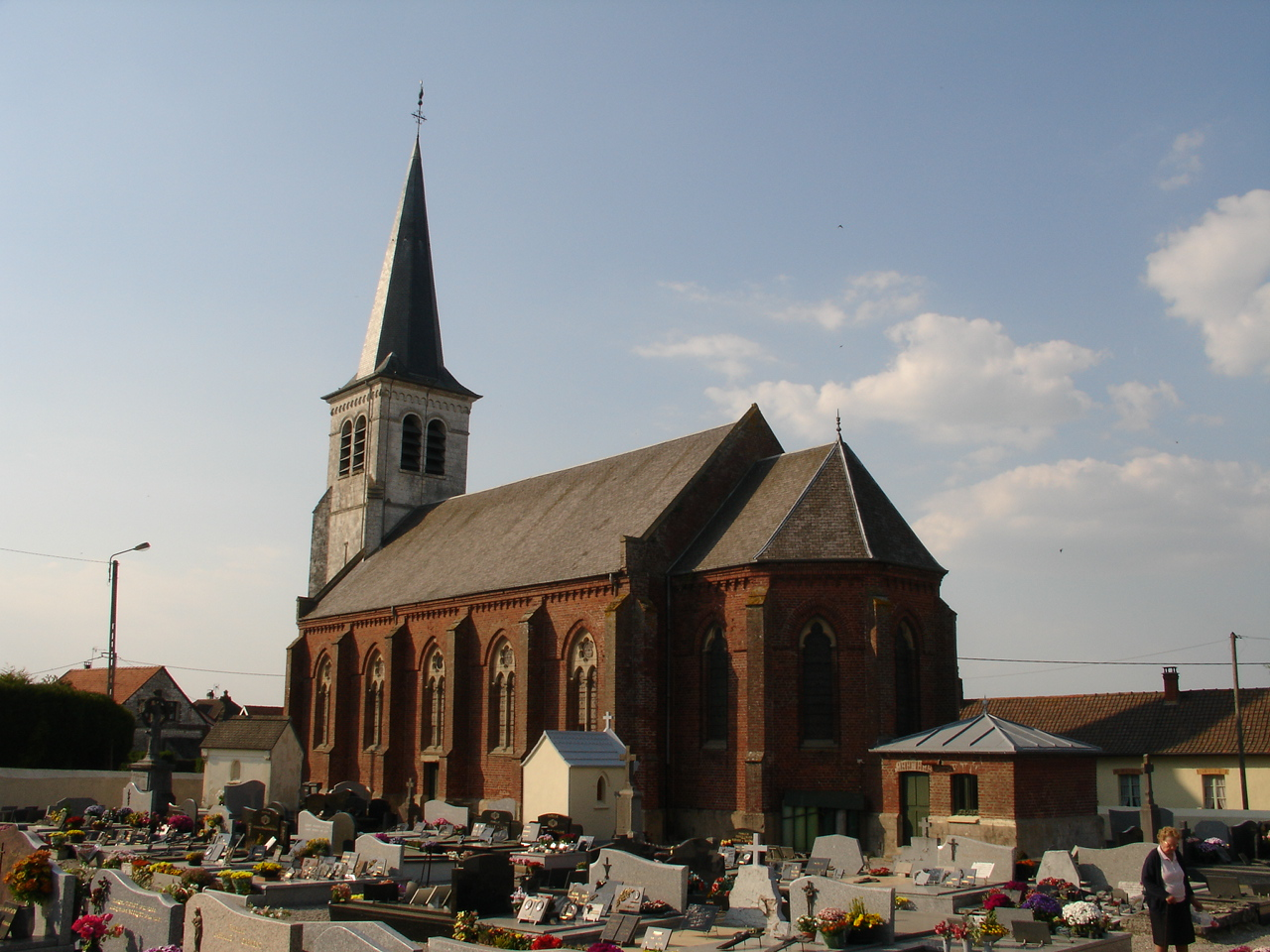
Kirche Mariä Geburt

- Schloss
- Wasserturm